# Coat of Many Colors
Coat of Many Colors è l'ottavo album in studio della cantante statunitense Dolly Parton, pubblicato il 4 ottobre 1971. Fu uno dei primi lavori solisti di Parton a riscuotere un buon successo, qualche anno prima del trionfo commerciale di Jolene, e rimane uno dei suoi lavori più apprezzati. La rivista Rolling Stone lo ha incluso nella lista dei 500 migliori album di tutti i tempi, e la rivista Time Magazine lo ha collocato addirittura nei primi 100.

## Il disco
Coat of Many Colors venne pubblicato pochi anni prima del grande successo di Jolene e I Will Always Love You, in un periodo in cui la Parton non era ancora diventata una star del country, pur avendo raggiunto una certa visibilità collaborando con Porter Wagoner. Per questo motivo l'album passò relativamente inosservato all'epoca della sua pubblicazione, per essere poi riscoperto in seguito. Il singolo omonimo, comunque, fu il primo successo di Parton come solista, raggiungendo la quarta posizione nelle classifiche statunitensi. Altri brani dell'album sono oggi considerati classici della produzione di Parton e sono stati ripresi e reinterpretati dalla cantante stessa nella sua discografia successiva. Una riedizione di Traveling Man fu pubblicata da Parton nell'album Bubbling Over (1973); My Blue Tears appare in una interpretazione con Emmylou Harris e Linda Ronstadt nell'album di Ronstadt Get Closer (1982) e in un'altra versione di Parton nell'album Little Sparrow (2001); Early Morning Breeze fu riproposta nel primo album di grande successo di Parton, Jolene (1974). Fra le reinterpretazioni di brani di questo album da parte di altri artisti, si può ricordare quella di Coat of Many Colors della cantante country Emmylou Harris nell'album Pieces of the Sky.
Nel 2007 l'album è stato ripubblicato in occasione del tour europeo di Parton, con l'aggiunta di alcuni brani precedentemente inediti.

## Tracce
1. Coat of Many Colors (Parton) – 3:05
2. Traveling Man (Parton) – 2:40
3. My Blue Tears (Parton) – 2:16
4. If I Lose My Mind (Parton/Wagoner) – 2:29
5. The Mystery of the Mystery (Wagoner) – 2:28
6. She Never Met a Man (She Didn't Like) (Parton) – 2:41
7. Early Morning Breeze (Parton) – 2:54
8. The Way I See You (Wagoner) – 2:46
9. Here I Am (Parton) – 3:19
10. A Better Place to Live (Parton) – 2:39

Tracce aggiuntive dell'edizione del 2007
1. My Heart Started Breaking (Parton)
2. Just As Good As Gone (Parton)
3. The Tender Touch of Love (Wagoner)
4. My Blue Tears (acoustic demo) (Parton)